# 진천도서관
진천도서관(鎭川圖書館)은 대한민국 충청북도 진천군 소재의 도서관이다.

## 연혁
- 1987. 11. 18 진천도서관설치조례 제정
- 1988. 08. 01 진천군도서관 개관
- 1991. 03. 26 진천도서관으로 명칭 변경
- 1999. 03. 31 한국도서관상(공적상) 수상
- 2002. 11. 06 문화관광부장관상(전국문화시설도서관부문 장려상)수상
- 2004. 01. 02 디지털자료실 개실
- 2011. 01. 01 충청북도교육청지정 지역평생학습관(2011 ~ 2013)

## 시설현황
- 3층: 제1평생학습실, 제2평생학습실
- 2층: 종합자료실, 디지털자료실
- 1층: 사무실, 회의실, 제1열람실, 제2열람실

## 이용 안내
이용 시간
- 일반열람실: 08:00 ~ 22:00(3~10월) / 08:00 ~ 21:00(11~2월)
- 자료실: 09:00 ~ 18:00(연중)

휴관일
- 매월 첫 번째·세 번째 월요일
- 국정공휴일(토,일요일 제외. 단, 공휴일과 겹치면 휴관)
- 기타 관장이 지정한 날